# Béryllium 10
table
Le béryllium 10, noté 10Be, est l'isotope du béryllium dont le nombre de masse est égal à 10 : son noyau atomique compte 4 protons et 6 neutrons avec un spin 0+ pour une masse atomique de 10,013 534 7 g/mol. Il est caractérisé par un excès de masse de 12 607,5 keV et une énergie de liaison nucléaire par nucléon de 6 497,63 keV. Il est radioactif avec une demi-vie 1,39 Ma,, et conduit par désintégration β− au bore 10, avec une énergie de désintégration de 556,0 ± 0,6 keV, :
10
4Be ⟶ 10
5B + 0
-1e− + 0
0νe.
Le béryllium 10 présent pendant la formation du Système solaire a aujourd'hui disparu, mais il a laissé des traces sous la forme d'excès de bore 10 dans certains échantillons météoritiques (radioactivité éteinte). Cet isotope est néanmoins présent à l'état de traces dans le milieu naturel, où il est produit par spallation des éléments légers de l'atmosphère sous l'effet des rayons cosmiques. Par exemple :
Rayon cosmique + 14
7N ⟶ 10
4Be + 4
2He + e− + νe + produits de spallation du rayon cosmique incident.

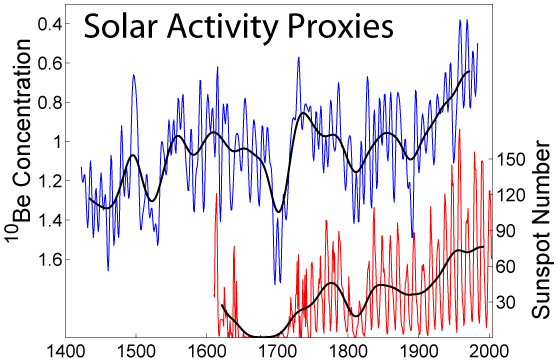
Évolution de l'activité solaire vue à travers le nombre de taches solaires et la concentration du béryllium 10.

Le béryllium 10 s'accumule rapidement au sol principalement à travers les précipitations, phénomène accéléré avec les pluies acides car le béryllium devient soluble dans l'eau à pH < 5,5 et le pH des pluies peut même descendre en dessous de 5,0 dans les grandes régions industrielles.
En raison de sa période radioactive relativement longue, le béryllium 10 peut être utilisé pour tracer l'érosion des sols, leur formation à partir du régolithe, le développement des sols latéritiques et la datation des carottes de glace. Il peut également permettre de caractériser les explosions nucléaires à partir du 10Be formé par l'interaction des neutrons rapides avec le carbone 13 du dioxyde de carbone atmosphérique.
Le taux de production du béryllium 10 cosmogénique dépend de l'activité solaire : lorsque celle-ci est intense, le vent solaire atténue sensiblement la quantité de rayons cosmiques qui frappent la Terre, ce qui limite la quantité de 10Be produite dans l'atmosphère ; lorsque l'activité solaire est faible, en revanche, il se forme davantage de 10Be. Analyser la concentration de 10Be dans les neiges polaires, ou dans les carottes de glace qui en découlent, permet donc de reconstruire l'activité solaire de l'époque observée. Ainsi, le Béryllium 10 est l'un des marqueurs des événements de Miyake, avec le Carbone 14 et le Chlore 36. Il est associé par exemple au pic de 774-775, d'après un carottage de la calotte glaciaire effectué au Dôme Fuji (dôme F) en Antarctique.

## Articles liés
- Béryllium
- Table des isotopes
- Radioactivité β
- Datation par isotopes cosmogéniques

| 1 | H  |    |    |    |    |    |    |    |    |    |    |    |    |    |    |    |    |    |    |    |    |    |    |    |    |    |    |    |    |    |    | He |
| 2 | Li | Be |    |    |    |    |    |    |    |    |    |    |    |    |    |    |    |    |    |    |    |    |    |    |    |    | B  | C  | N  | O  | F  | Ne |
| 3 | Na | Mg |    |    |    |    |    |    |    |    |    |    |    |    |    |    |    |    |    |    |    |    |    |    |    |    | Al | Si | P  | S  | Cl | Ar |
| 4 | K  | Ca |    |    |    |    |    |    |    |    |    |    |    |    |    |    | Sc | Ti | V  | Cr | Mn | Fe | Co | Ni | Cu | Zn | Ga | Ge | As | Se | Br | Kr |
| 5 | Rb | Sr |    |    |    |    |    |    |    |    |    |    |    |    |    |    | Y  | Zr | Nb | Mo | Tc | Ru | Rh | Pd | Ag | Cd | In | Sn | Sb | Te | I  | Xe |
| 6 | Cs | Ba | La | Ce | Pr | Nd | Pm | Sm | Eu | Gd | Tb | Dy | Ho | Er | Tm | Yb | Lu | Hf | Ta | W  | Re | Os | Ir | Pt | Au | Hg | Tl | Pb | Bi | Po | At | Rn |
| 7 | Fr | Ra | Ac | Th | Pa | U  | Np | Pu | Am | Cm | Bk | Cf | Es | Fm | Md | No | Lr | Rf | Db | Sg | Bh | Hs | Mt | Ds | Rg | Cn | Nh | Fl | Mc | Lv | Ts | Og |